# Ana Boladeras
Ana Boladeras (Barcelona, 23 de abril de 1985) es una jugadora profesional española de voleibol.

## Clubes
- 2011-2012.- GH Ecay Leadernet (Superliga 2),  España
- 2010-2011.- Nuchar Eurochamp Murillo (Superliga 2),  España
- 2009-2010.- CAV Murcia 2005 (Superliga),  España
- 2004-2008.- Universidad Católica San Antonio de Murcia ,  España
- 2003-2005.- UCAM 2001,  España

## Selección Española
- 2000-2002.- Selección Permanente Junior.

## Logros obtenidos

### Clubes
- 2011 / 2012.- Campeona de Superliga 2 y ascenso a Superliga con GH Ecay Leadernet.
- 2011 / 2012.- Nombrada MVP de la jornada 14 de Superliga 2.
- 2011 / 2012.- Incluida en el 7 ideal de las jornadas 1, 14 y 15 de Superliga 2.
- 2010 / 2011.- Campeona de Superliga 2 y ascenso a Superliga con Nuchar Eurochamp Murillo.
- 2010.- Campeona de la Copa de la Reina con CAV Murcia 2005.